# 荘厳寺 (真岡市)
荘厳寺（しょうごんじ）は、栃木県真岡市にある天台宗の寺院。

## 歴史
832年（天長9年）、慈覚大師円仁によって開山された。
その後、英尊阿闍梨の代（11世紀中期）になり、当寺は大寺院として整備された。当初は「妙法寺」という名称であったが、この時に｢荘厳寺｣に改称した。
1051年（永承6年）、前九年の役に出征する源頼義・義家父子は、ここで戦勝を祈願した。子孫の源頼朝も奥州合戦の戦勝を祈願し、当寺を祈願所とした。

## 文化財
- 金銅阿弥陀如来立像（栃木県指定有形文化財 昭和38年11月1日指定）[3]
- 木造仏頭残欠（栃木県指定有形文化財 昭和39年1月7日指定）[4]
- 不動明王立像胎内納入文書（栃木県指定有形文化財 平成4年2月28日指定）[5]
- 木造阿弥陀如来坐像附像内納入品（栃木県指定有形文化財 平成5年2月19日指定）[6]
- 木造不動明王立像附像内納入品（栃木県指定有形文化財 平成6年8月23日指定）[7]
- 木造不動明王立像・木造毘沙門天立像（栃木県指定有形文化財 平成11年1月18日指定）[8]
- 木造聖観音菩薩立像（栃木県指定有形文化財 平成11年1月18日指定）[9]

## 交通アクセス
- 寺内駅より徒歩35分。